# 畠山基利
畠山 基利（はたけやま もととし、享和3年1月14日（1803年2月5日） - 天保11年2月19日（1840年3月22日））は、高家旗本。左衛門。官位は中務大輔、紀伊守、式部大輔。

## 略歴
畠山国祥の息子として生まれる。
文化8年（1811年）12月27日、国祥の死去により家督を相続する。文政2年（1819年）2月28日、将軍徳川家斉に御目見する。文政6年（1823年）12月4日、晋姫と結婚する。文政9年（1826年）11月15日、高家職に就き、従五位下侍従に叙任する。後に式部大輔、中務大輔に改める。
天保11年（1840年）、死去。37歳。
正妻は、播磨国明石藩藩主・松平直泰の娘・晋姫（離婚）。養子・基徳らの子女あり。

## 系譜
- 父：畠山国祥
- 母：不詳
- 正室：晋姫 - 松平直泰の娘
- 養子：畠山基徳 - 畠山義方の子